# 桃浦新村
桃浦新村，曾经又名白丽新村，是中華人民共和國上海市普陀區西北部桃浦鎮的一個住宅區，始建於1958年。其中的桃浦七村於1995年底竣工。桃浦新村面積為11公顷。上海軌道交通11號線貫穿桃浦新村，並在桃浦新村設有桃浦新村站。新村內有高中上海市桃浦中學和初中新楊中學。